# Lijst van gemeenten van Costa Rica
Op het derde bestuurlijk niveau zijn er in Costa Rica de kantons (cantón); vaak wordt ook de term municipio (gemeente) gebruikt. 
Een gemeente bestaat uit een centraal gelegen plaats en enkele omliggende gehuchten, dorpen, buitenwijken of woonkernen (distrito). Het Instituto Nacional de Estadística y Censos (INEC) kent een administratieve code toe.
Provincie AlajuelaAlajuela • Atenas • Grecia • Guatuso • Los Chiles • Naranjo • Orotina • Palmares • Poás • San Carlos • San Mateo • San Ramón • Sarchí • Upala • Zarcero
Provincie CartagoAlvarado • Cartago • El Guarco • Jiménez • La Unión • Oreamuno • Paraíso • Turrialba
Provincie GuanacasteAbangares • Bagaces • Cañas • Carrillo • Hojancha • La Cruz • Liberia • Nandayure • Nicoya • Santa Cruz • Tilarán
Provincie HerediaBarva • Belén • Flores • Heredia • San Isidro • San Pablo • San Rafael • Santa Bárbara • Santo Domingo • Sarapiquí
Provincie LimónGuácimo • Limón • Matina • Pococí • Siquirres • Talamanca
Provincie PuntarenasBuenos Aires • Corredores • Coto Brus • Esparza • Garabito • Golfito • Montes de Oro • Osa • Parrita • Puntarenas • Quepos
Provincie San JoséAcosta • Alajuelita • Aserrí • Curridabat • Desamparados • Dota • Escazú • Goicoechea • Leon Cortés • Montes de Oca • Mora • Moravia • Pérez Zeledón • Puriscal • San José • Santa Ana • Tarrazú • Tibás • Turrubares • Vásquez de Coronado